# Damré
Damré est un hameau de la commune belge de Sprimont situé en Région wallonne dans la province de Liège.
Ce hameau faisait déjà partie de l'ancienne commune de Sprimont.

## Situation
Le hameau se trouve être le prolongement oriental du village de Sprimont. Il est situé dans la région du Condroz et est traversé par la N.678 qui relie Sprimont à l'autoroute E25 et à Louveigné.

## Description
Damré compte de nombreuses anciennes constructions (maisons et fermes) bâties le plus souvent en pierre calcaire. Les rues du Mierdy, de l'Escarlotte et des Pétralis forment le noyau ancien de la localité. 
À l'est du hameau, le parc d’activités économiques de Damré se situe près de la sortie 45 de l'autoroute E 25. Sa surface a été portée à 38,46 ha. Il avoisine le parc d’activités économiques de Cornemont.
Le comité du village de Damré a organisé la célèbre fête du potiron de Sprimont pendant des années jusqu'en 2019. L'édition 2020 a été annulée à cause de la situation sanitaire et en 2021 le village a introduit un nouveau concept "li fiesse du p'tit pign'teû" un marché artisanal se déroulant dans le village au mois de septembre.

## Histoire
Depuis le Moyen Âge et jusqu'en 1795, Damré était une petite enclave faisant partie de la Principauté de Stavelot-Malmedy (comté de Logne). Ensuite, le hameau est repris dans le département de l'Ourthe sous le régime français jusqu'en 1815.
Damré a sa propre culture populaire constituée des 7 légendes de Damré.

## À voir
Au cœur de la localité (rue du Mierdy), se trouve une maison forte, ancien lieu de fortification datant du début du XVe siècle et appartenant autrefois à la principauté de Stavelot-Malmedy. Cet édifice bâti en pierres de grès et de calcaire présente quatre façades de grandeur équivalente ainsi qu'une une toiture en ardoises à quatre versants. Deux échauguettes percées de meurtrières débordent de deux angles opposés de cette bâtisse. Elle est reprise depuis 1986 sur la liste du patrimoine immobilier classé de Sprimont.
On trouve aussi à Damré le Chemin de Fer de Sprimont (C.F.S.) qui est un musée vivant d'archéologie industrielle retraçant l'histoire du transport ferroviaire dans les carrières avoisinantes. Il est établi sur une partie de l'assiette de l'ancienne ligne vicinale Poulseur-Sprimont-Trooz construite en une seule voie ferrée de 60 cm d'écartement. Une minuscule locomotive suivie de voitures aménagées pour le transport des voyageurs parcourt les quelque 800 m de cette voie ferrée.